# Первомайский (Ленинградский район)
Первомайский — посёлок в Ленинградском районе Краснодарского края Российской Федерации. Административный центр Первомайского сельского поселения.

## География

### Улицы
- ул. 40 лет Октября,
- ул. 64 Армии,
- ул. Гагарина,
- ул. Казачья,
- ул. Комарова,
- ул. Космонавтов,
- ул. Ленина,
- ул. Мира,
- ул. Октябрьская,
- ул. Первомайская,
- ул. Пролетарская.

## Население
| 2002 | 2010  |
| ---- | ----- |
| 1391 | ↘1294 |